# ウィリアム・ダルトン・マン

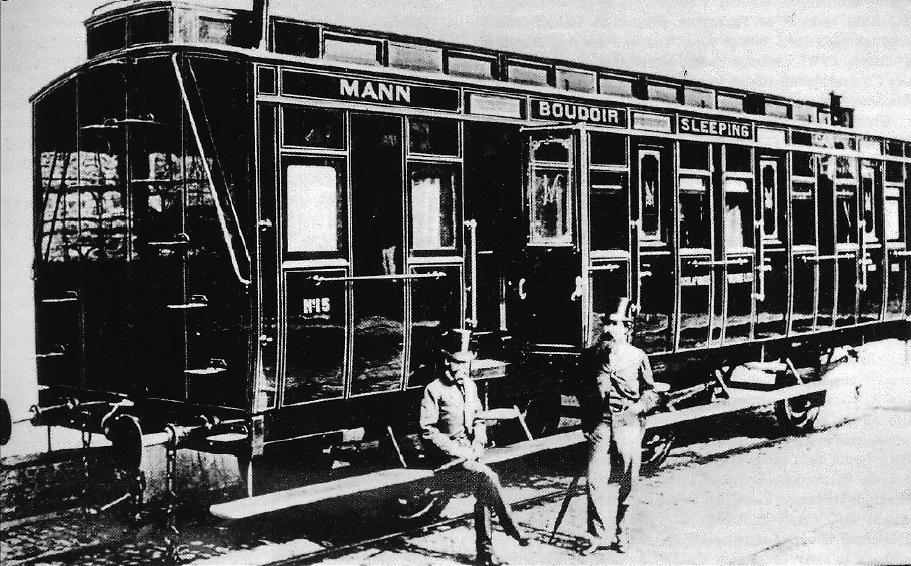
マン（右）とナゲルマケールス（1874年）。後はマン・ブドワール寝台車会社の15号寝台車。

ウィリアム・ダルトン・マン（William d'Alton Mann, 1839年9月27日 - 1920年5月17日）あるいはマン大佐(Colonel Mann)はアメリカ合衆国出身の軍人、実業家である。南北戦争時には北軍の騎兵であった。退役後は石油採掘、鉄道、雑誌発行などさまざまな事業を手がけた。しかしその中には詐欺や恐喝まがいのものもあった。

## 生涯
ウィリアム・ダルトン・マンは1839年9月27日、オハイオ州サンダースキーに生まれた 。若い頃から「金にだらしのない男」という評判があったという。
短期間技師としての教育を受けていたが、南北戦争が勃発するとミシガン州で志願して騎兵となった。もっとも志願の理由は借金を踏み倒すためであった。マンは騎兵としては優秀であり、州軍（義勇軍）大佐まで昇進して第7ミシガン義勇騎兵連隊の連隊長にも任命された。ゲティスバーグの戦いではジョージ・アームストロング・カスターの指揮下で活躍した。
軍務の傍らで、マンは金儲けも企んでいた。1863年12月には歩兵の使う背嚢の改良法に関する特許を取得し、合衆国軍やオーストリア軍に売却している。また戦場でも記念品になりそうなものを拾い集め、後に戦争の資料を収集していた陸軍省に買い取らせることに成功した。
北軍の勝利がほぼ確定すると、マンは軍を去り実業家へと転身した。このころペンシルベニア州で油田が発見され話題となっていたが、マンは油層の発見された土地の隣の土地を買い、ここで石油を採掘するための出資者を募った。このときマンはすでに試掘に成功していると称したが、出資者に見せた油は他の場所で入手したものであった。結局マンの土地から石油は出ず、マンは出資者に訴えられたが、優秀な弁護士を雇って裁判を有耶無耶のまま結審不能にしてしまった。
1870年からは、マンは鉄道事業に参入した。マンはコンパートメント式の寝台車を製造し、これを閨房（ブドワール）車と名付けて鉄道会社に売り込んだ。しかしこの頃のアメリカでは、ジョージ・プルマンの設立したプルマン社が開放式の寝台車の製造、営業を行なっていた。マンの車両はプルマンの車両に比べ定員が少なく収益が見込めないことから、どの鉄道会社も採用しなかった。
そこでマンは1872年にイギリスへ渡り、ロンドンでマン・ブドワール寝台車会社(Mann Boudoir Sleeping-Car Company)を設立した。ところが国土の狭いイギリスでは、寝台車の需要はそれほど大きくなかった。一方、ベルギーでジョルジュ・ナゲルマケールスによって設立された国際寝台車会社は、大陸ヨーロッパで寝台車事業を始めていたが、事業の拡大に必要な資金が不足していた。マンはナゲルマケールスと手を組み、1873年1月4日にはマン・ブドワール社が国際寝台車会社を吸収する形で合併した。新会社ではマンが財務を担当する一方で、鉄道会社との交渉は実績のあるナゲルマケールスに任された。
一方、プルマンも1871年にはイギリスに、1872年にはイタリアに進出し、ヨーロッパでの事業を始めていた。マンはこれに対抗するため、様々な宣伝活動を行なった。その中にはイギリスのエドワード王太子（後のエドワード7世）を自社の車両に乗車させるというものがある一方で、「プルマンの開放式寝台車は男女が同じ部屋で雑魚寝する非倫理的なものである」といったネガティブキャンペーンもあった。
ところが1875年になると、マンは突然ヨーロッパでの事業への意欲を失ってしまう。ナゲルマケールスの説得にもかかわらず、マンは社長職をナゲルマケールスに譲ってアメリカに帰国した。マンはアメリカでアメリカン・マン・ブドワール寝台車会社を設立し、再びプルマンに競争を挑んだものの敗れている。
その後マンはニューヨークの「タウン・トピックス」という雑誌社を買収した。これは専ら上流階級のスキャンダルを暴くゴシップ週刊誌であり、雑誌の売り上げそのものよりもスキャンダル対象者からの口止め料で利益を得ていた。このためマンの周囲には訴訟が絶えなかった。
1920年5月20日、マンは肺炎のため死去した。死の直前には第二次世界大戦を予見するような社説を書いていた。